# Hattsjön
Hattsjön är en sjö i Åsele kommun i Lappland och ingår i Gideälvens huvudavrinningsområde. Sjön har en area på 0,256 kvadratkilometer och ligger 403,1 meter över havet.

## Delavrinningsområde
Hattsjön ingår i det delavrinningsområde (711492-159715) som SMHI kallar för Utloppet av Hattsjön. Medelhöjden är 425 meter över havet och ytan är 2,39 kvadratkilometer. Det finns inga avrinningsområden uppströms utan avrinningsområdet är högsta punkten. Vattendraget som avvattnar avrinningsområdet har biflödesordning 4, vilket innebär att vattnet flödar genom totalt 4 vattendrag innan det når havet efter 189 kilometer. Avrinningsområdet består mestadels av skog (85 procent). Avrinningsområdet har 0,26 kvadratkilometer vattenytor vilket ger det en sjöprocent på 10,7 procent.